# Amfíloc (mitologia)
Amfíloc (en grec antic Ἀμφίλοχος, Amphílochos, en llatí Amfilochus) va ser un personatge de la mitologia grega. Segons algunes tradicions, va ser fundador d'Argos d'Acaia coneguda com a Argos Amfíloc o Argos d'Amfilòquia, però altres atribueixen la fundació al seu fill Alcmeó.
Era fill d'Amfiarau i Erifile i germà d'Alcmeó. Quan el seu pare va anar a la guerra contra Tebes era encara un infant, i va tenir un paper secundari en l'assassinat d'Erifile i la venjança d'Amfiarau. És possible que no participés en la mort de la seva mare, i per això les Erínnies no el van perseguir tal com ho van fer amb el seu germà.
També fou pretendent d'Helena de Troia i va participar en la guerra de Troia, de tornada de la guerra dels Epígons contra Tebes. El seu nom no s'esmenta a la Ilíada, i devia formar part dels poemes dels Retorns. A Troia, Amfíloc, que tenia també do profètic, com el seu pare, va fer costat a l'endeví Calcant, i sembla que va fundar amb ell diversos oracles a la costa de l'Àsia Menor. Segons Pausànies, a la seva època existia un oracle d'Amfíloc a Mal·los, i era el més verdader de tots. Algunes tradicions atribueixen aquests fets a un altre Amfíloc, cosí d'aquest i fill d'Alcmeó i Manto, filla de l'endeví Tirèsias, que també va anar a Troia.
L'un o l'altre Amfíloc, a la tornada de Troia va fundar Mal·los a Cilícia juntament amb Mopsos. Es va enfrontar amb el cofundador per saber qui regnaria a la ciutat i ambdós van morir en la lluita. Segons Tucídides en tornar de Troia i després de fundar Mal·los, descontent, va abandonar la ciutat a Mopsos per tornar a Argos d'Amfilòquia. Però en arribar allà no li va agradar la situació en què estava la ciutat i tornà a Mal·los, on va reclamar el poder a Mopsos. Aquest s'hi negà i es van enfrontar en combat, morint tots dos.